# Кічиксу
Кічиксу́ — пасажирський залізничний зупинний пункт Лиманської дирекції Донецької залізниці на лінії Маріуполь-Порт — Волноваха між станціями Кальчик (10 км) та Карань (12 км).
Розташований у селищі Маловодне Волноваського району Донецької області.
На платформі Кічиксу зупиняються приміські електропоїзди.